# Jimmy Binning
Ian Binning, plus connu sous le nom de Jimmy Binning, est un joueur de football international écossais, né le 21 décembre 1922 à Blantyre en Écosse et mort en 1991. Il évoluait au poste d'arrière gauche.

## Biographie

### Carrière en sélection
Avec l'équipe de Scottish Football League XI, il reçoit une sélection en 1954, mais ne reçoit aucune sélection en équipe d'Écosse. 
Binning est retenu par le sélectionneur Andy Beattie pour disputer la Coupe du monde 1954 organisée en Suisse. Seulement treize joueurs faisant le déplacement, Binning ne joue aucun match lors du mondial, disposant du statut de réserviste.